# Selektivní vnímání
Selektivní vnímání (ang. selective perception) je jedním z mentálních modelů zkoumaných kognitivní psychologií. Plousova teorie selektivního vnímání (1993) vychází z předpokladu, že lidské vnímání je silně ovlivněno tím, co člověk subjektivně očekává či doufá, že uvidí (resp. obecně bude vnímat). Při komunikaci tedy nelze počítat s tím, že sdělení bude mít zamýšlený význam pro všechny jeho příjemce, naopak každý bude mít svoji individuální interpretaci. V modelech komunikace (např. Shannonův a Weaverův model komunikace) se procesy selektivního vnímání řadí do fáze dekódování. Slouží jako informační filtr. Příjemce je při dekódování vjemu ovlivňován svými motivacemi a přesvědčeními, selektivní percepce tak může ovlivnit i vjemem vyvolanou akci. Například pohozenou plechovku bude environmentálně založený člověk vnímat jako recyklovatelný odpad a sebere ji, jiný jí nebude věnovat žádnou pozornost.

## Faktory
Vnímání ovlivňuje řada psychologických faktorů (které probíhají téměř nevědomě), mimo jiné předpoklady na základě minulé zkušenosti, kulturní předpoklady, motivace a potřeby, aktuální nálady a postoje jedince. Efekt těchto faktorů byl zkoumán řadou experimentů a demonstrací.

### Minulá zkušenost
Bruner a Postman v roce 1949 provedli experiment, který zkoumal vliv předchozí zkušenosti na vnímání. Účastníkům byly promítány v rychlém sledu hrací karty. Některé měly prohozené barvy, například červené piky, nebo černá srdce.
Na tyto karty reagovali čtyřmi způsoby. U většiny účastníků výzkumu převládla buď barevná, nebo tvarová dominance a změny na kartách si vůbec nevšimli (dominance). Jiní kompromisně popisovali barvy jako fialové, načervenalé (kompromis), popřípadě si uvědomovali, že s kartami něco není v pořádku, ale nedokázali určit co (uvědomění). Ojediněle došlo i k dramatickým reakcím a zmatení (disrupce).
Další z demonstrací vlivu předchozí zkušenosti na vnímání je pokoj vytvářející optickou iluzi pomocí nucené perspektivy vytvořený Adelbertem Amesem, Jr.

### Kulturní předpoklady
Vliv kulturních předpokladů na vnímání byl testován experimentem J. W. Bagbyho, kdy pomocí přístroje připomínající dalekohled byl účastníkům výzkumu promítán pro každé oko jiný obraz. Experiment byl postaven na fyziologickém jevu binokulární rivality, ke kterému dochází, když každé oko přijímá odlišné obrazy. Mozek pak obraz z jednoho oka ignoruje, nebo mezi obrazy přepíná. V experimentu byl účastníkům pro jedno oko promítán obraz býčích zápasů a pro druhé baseballového zápasu. Příslušníci mexické kultury viděli ve většině případů jako dominantní obraz ten vlastní jejich kultuře (býčí zápasy) a obdobně příslušníci kultury USA viděli jako dominantní obraz baseballový zápas.

### Motivace a potřeby
Jedním z experimentů ukazujících vliv motivací na vnímání byl proveden McClellandem a Atkinsonem v roce 1948. Studovaným typem motivace byla základní lidská potřeba – hlad. První skupina účastníků experimentu nejedla 16 hodin, druhá 4 hodiny a třetí jednu hodinu. Všem účastníkům bylo řečeno, že se účastní experimentu, jehož účelem je zkoumat jejich schopnost vnímat vizuální podněty na velmi slabé úrovni. Údajně promítaný slabě viditelný obraz byl ve skutečnosti pouze prázdné plátno. Výsledky ukázaly, že četnost s jakou účastníci rozeznávali jídlo a věci s jídlem spojené se zvyšovala v závislosti na počtu hodin bez jídla.

### Postoje a názory
Vliv postojů a názorů byl zdokumentován studií (Hastrof a Cantril, 1954) vnímání fotbalového zápasu. Studentům dvou univerzit (Princeton a Dartmouth) byl promítnut záznam sportovního zápasu mezi jejich týmy. Studenti z Dartmouthu po zhlédnutí vyčíslili množství faulů proti jejich týmu a porušení pravidel ve hře téměř dvakrát vyšší než studenti z Princetonu. Hastrof a Cathril říkají „Zdá se být jasné, že zápas byl ve skutečnosti několik zápasů a že každá verze událostí byla stejně reálná pro konkrétního jednotlivce jako jiné verze pro jiné diváky“.

## Typy
Jsou dva typy selektivního vnímání. Nízká úroveň selektivního vnímání je selektivní pozornost, což je proces, při kterém jedinec zaznamenává a rozpoznává podněty, které jsou pro něj nějakým způsobem aktuálně důležité.
Vysoká úroveň selektivního vnímání je selektivní obrana. Jedinec si vytváří informační bariéru proti některým vjemům, takže je podvědomě vytěsní a nepoutají jeho pozornost. Tyto vjemy jsou často ty, které pro něj jsou nepříjemné, nebo potenciálně narušují jeho přesvědčení či názory.

## Praktické dopady
Selektivní vnímání může ovlivňovat voličská rozhodnutí. U svého oblíbeného kandidáta lidé selektivně vnímají politické názory tak, aby byla konzistentní s jejich vlastním náhledem na daný problém.
Selektivní vnímání je důležité pro marketing, protože spotřebitelé budou reklamou osloveni spíše, pokud zapadá do jejich existujících představ o produktu či značce. Studií těchto vlivů na vnímání reklamy se zabýval Seymour Smith.